# Obrovac
Obrovac je grad u Hrvatskoj, u Zadarskoj županiji, smješten na rijeci Zrmanji.

## Gradska naselja
Na području grada Obrovca nalazi se 12 naselja (stanje 2006.), to su: Bilišane, Bogatnik, Golubić, Gornji Karin, Kaštel Žegarski, Komazeci, Krupa, Kruševo, Muškovci, Nadvoda, Obrovac i Zelengrad.

## Zemljopis
Obrovac se nalazi na rijeci Zrmanji, 12 km od njezina ušća u more. Razvio se na raskrižju puteva za Zadar, Šibenik i Knin, podno velebitskih prijelaza Malog Alana i Prezida koji vode iz Like u Dalmaciju. Njegovo prometno značenje znatno se smanjilo izgradnjom autoceste Zagreb – Split.
Obrovački kraj pripada krškom prostoru Bukovice pa je zbog nedostatka većih poljoprivrednih površina bio usmjeren uglavnom na stočarstvo. Jedini izuzetak je Žegarsko polje, koje se nalazi istočno od samog gradića.

## Stanovništvo

### Popis 2001.
Na području Grada Obrovca živi 3387 stanovnika. Najveće naselje nije gradić Obrovac koji ima 1055 stanovnika, već susjedno selo Kruševo (1078 st.).
Većinsko stanovništvo su Hrvati (84,0 %), dok udio Srba iznosi 12,8 %.

### Popis 1991.
Po popisu stanovništva iz 1991. godine, kao i ranijim popisima, Srbi su u Obrovcu predstavljali većinsko stanovništvo, točnije 1991. je u tadašnjoj općini Obrovac bilo 65,5 % Srba, 32,5 % Hrvata te 2,0 % ostalih.

### Narodnisni sastav grada Obrovca (naseljenog mjesta)
| godina popisa | ukupno | Srbi           | Hrvati        | Jugoslaveni   | ostali      |
| ------------- | ------ | -------------- | ------------- | ------------- | ----------- |
| 1991.         | 1660   | 1253 (75,48 %) | 285 (17,16 %) | 040 (2,40 %)  | 82 (4,93 %) |
| 1981.         | 1457   | 0930 (63,82 %) | 240 (16,47 %) | 237 (16,26 %) | 50 (3,43 %) |
| 1971.         | 1187   | 0743 (62,59 %) | 337 (28,39 %) | 070 (5,89 %)  | 37 (3,11 %) |

| broj stanovnika | 6186  | 6814  | 7207  | 7408  | 8751  | 9814  | 9027  | 10092 | 9116  | 9696  | 10185 | 10321 | 9576  | 9069  | 3387  | 4323  | 3453  |
|                 | 1857. | 1869. | 1880. | 1890. | 1900. | 1910. | 1921. | 1931. | 1948. | 1953. | 1961. | 1971. | 1981. | 1991. | 2001. | 2011. | 2021. |

| broj stanovnika | 341   | 403   | 463   | 410   | 401   | 461   | 418   | 508   | 302   | 306   | 532   | 1187  | 1457  | 1660  | 1055  | 996   | 793   |
|                 | 1857. | 1869. | 1880. | 1890. | 1900. | 1910. | 1921. | 1931. | 1948. | 1953. | 1961. | 1971. | 1981. | 1991. | 2001. | 2011. | 2021. |

## Uprava
Upravno područje Grada Obrovca čini 12 naselja (Bilišane, Bogatnik, Golubić, Gornji Karin, Kaštel Žegarski, Komazeci, Krupa, Kruševo, Muškovci, Nadvoda, Obrovac i Zelengrad). 

## Povijest
- 1337. – Prvi spomen Obrovca u pisanim ispravama
- 1527. – Obrovac zauzimaju Turci
- 1647. – Obrovačku utvrdu i naselje podno nje zauzimaju i razaraju Mlečani
- 1687. – Serdar Stojan Janković trajno protjeruje Turke iz Obrovca
- 1848. – Obrovačka općina, kao prva među dalmatinskim općinama, upućuje zahtjev Banu Jelačiću za sjedinjenjem Dalmacije i Hrvatske

### Parobrodska linija
O nekadašnjoj gospodarskoj važnosti obrovačkog kraja govori i podatak kako su nekoć postojale dvije parobrodske linije: Sušak – Obrovac i Šibenik – Obrovac. Zabilježeno je da se 1935. parobrodski promet odvijao dva puta tjedno na liniji Sušak – Obrovac i jednom tjedno na liniji Šibenik – Obrovac. Parobrodi koji su prometovali od Sušaka do Obrovca bili su Lloydov Hebe i Gradac, a od 1937. prometuje parobrod Pelješac.

## Dijelovi naselja
| broj stanovnika prema popisima, po dijelovima naselja | broj stanovnika prema popisima, po dijelovima naselja | broj stanovnika prema popisima, po dijelovima naselja | broj stanovnika prema popisima, po dijelovima naselja | broj stanovnika prema popisima, po dijelovima naselja | broj stanovnika prema popisima, po dijelovima naselja | broj stanovnika prema popisima, po dijelovima naselja | broj stanovnika prema popisima, po dijelovima naselja | broj stanovnika prema popisima, po dijelovima naselja | broj stanovnika prema popisima, po dijelovima naselja | broj stanovnika prema popisima, po dijelovima naselja | broj stanovnika prema popisima, po dijelovima naselja | broj stanovnika prema popisima, po dijelovima naselja | broj stanovnika prema popisima, po dijelovima naselja | broj stanovnika prema popisima, po dijelovima naselja | broj stanovnika prema popisima, po dijelovima naselja | broj stanovnika prema popisima, po dijelovima naselja | broj stanovnika prema popisima, po dijelovima naselja |
| ----------------------------------------------------- | ----------------------------------------------------- | ----------------------------------------------------- | ----------------------------------------------------- | ----------------------------------------------------- | ----------------------------------------------------- | ----------------------------------------------------- | ----------------------------------------------------- | ----------------------------------------------------- | ----------------------------------------------------- | ----------------------------------------------------- | ----------------------------------------------------- | ----------------------------------------------------- | ----------------------------------------------------- | ----------------------------------------------------- | ----------------------------------------------------- | ----------------------------------------------------- | --- |
| dio naselja                                           | 1857.                                                 | 1869.                                                 | 1880.                                                 | 1890.                                                 | 1900.                                                 | 1910.                                                 | 1921.                                                 | 1931.                                                 | 1948.                                                 | 1953.                                                 | 1961.                                                 | 1971.                                                 | 1981.                                                 | 1991.                                                 | 2001.                                                 | 2011.                                                 | napomena |
| Obrovac                                               | 341                                                   | 403                                                   | 463                                                   | 410                                                   | 401                                                   | 461                                                   | 418                                                   | 508                                                   | 302                                                   | 306                                                   | 532                                                   | 1187                                                  | 1457                                                  | 1660                                                  | 1055                                                  | 996                                                   | Sadrži podatke za bivše dijelove naselja Kruševo Obrovačko (u 1880. i 1890. nazvano Predstražom) od 1880. do 1910. i 1948., Kod Mosta i Tvrđava (u 1910. nazvano Fortica) u 1910. i 1948. i Riva u 1910., koji su tih godina bili odvojeno iskazani. |

### Bivši dijelovi naselja
Dijelovi su naselja koji su na različitim popisima stanovništva iskazivani samostalno, a koji se od 1. siječnja 1976. godine više službeno ne iskazuju:
| broj stanovnika prema popisima, po bivšim dijelovima naselja | broj stanovnika prema popisima, po bivšim dijelovima naselja | broj stanovnika prema popisima, po bivšim dijelovima naselja | broj stanovnika prema popisima, po bivšim dijelovima naselja | broj stanovnika prema popisima, po bivšim dijelovima naselja | broj stanovnika prema popisima, po bivšim dijelovima naselja | broj stanovnika prema popisima, po bivšim dijelovima naselja | broj stanovnika prema popisima, po bivšim dijelovima naselja | broj stanovnika prema popisima, po bivšim dijelovima naselja | broj stanovnika prema popisima, po bivšim dijelovima naselja | broj stanovnika prema popisima, po bivšim dijelovima naselja | broj stanovnika prema popisima, po bivšim dijelovima naselja | broj stanovnika prema popisima, po bivšim dijelovima naselja |
| ------------------------------------------------------------ | ------------------------------------------------------------ | ------------------------------------------------------------ | ------------------------------------------------------------ | ------------------------------------------------------------ | ------------------------------------------------------------ | ------------------------------------------------------------ | ------------------------------------------------------------ | ------------------------------------------------------------ | ------------------------------------------------------------ | ------------------------------------------------------------ | ------------------------------------------------------------ | ------------------------------------------------------------ |
| dio naselja                                                  | 1857.                                                        | 1869.                                                        | 1880.                                                        | 1890.                                                        | 1900.                                                        | 1910.                                                        | 1921.                                                        | 1931.                                                        | 1948.                                                        | 1953.                                                        | 1961.                                                        | 1971.                                                        |
| Kod Mosta                                                    | –                                                            | –                                                            | –                                                            | –                                                            | –                                                            | 3                                                            | –                                                            | –                                                            | 38                                                           | –                                                            | –                                                            | –                                                            |
| Kruševo Obrovačko                                            | –                                                            | –                                                            | 79                                                           | 51                                                           | 40                                                           | 10                                                           | –                                                            | –                                                            | 81                                                           | –                                                            | –                                                            | –                                                            |
| Riva                                                         | –                                                            | –                                                            | –                                                            | –                                                            | –                                                            | 54                                                           | –                                                            | –                                                            | –                                                            | –                                                            | –                                                            | –                                                            |
| Tvrđava                                                      | –                                                            | –                                                            | –                                                            | –                                                            | –                                                            | 129                                                          | –                                                            | –                                                            | 121                                                          | –                                                            | –                                                            | –                                                            |

## Gospodarstvo
- Elan – tvornica čamaca
- Reverzibilna hidroelektrana "Velebit"

Obrovac je poznat po jednom od najvećih gospodarskih promašaja komunističkog razdoblja, tvornici Jadral (pogon za preradu glinice).

## Spomenici i znamenitosti
- Manastir Krupa
- ostatci rimskog naselja Clambetae (Cvijina Gradina)
- Utvrda hrvatskih plemića Kurjakovića u Obrovcu
- Župna crkva Svetog Josipa u Obrovcu
- klanac Zrmanje
- Crkva sv. Kuzmana i Damjana u Ribnici u Kruševu, zaštićeni spomenik kulture iz ranog srednjeg vijeka;
- Crkva svete Trojice

## Obrazovanje
- Osnovna škola Obrovac s područnim školama u Gornjem Karinu i Kruševu, kao i osnovna škola Žegar u Žegaru.
- Srednja škola Obrovac

## Kultura
Muzej Grada Obrovca,u kojem se mogu vidjeti razni stari predmeti, alati, građevine, kao i narodne nošnje ovog područja.

## Šport
- NK Zrmanja Obrovac
- taekwondo klub
- Rafting-kanu klub "Zrmanja"
- boćarski klub Kruševo

## Vanjske poveznice
- Službene stranice Grada Obrovca
- Obrovčani diljem svijeta  Arhivirana inačica izvorne stranice od 23. kolovoza 2007. (Wayback Machine)
- Portal o Obrovcu  Arhivirana inačica izvorne stranice od 30. srpnja 2008. (Wayback Machine)

|  | Portal Hrvatske – Pristup člancima s tematikom o Hrvatskoj. |